# Bọ chét chó
Bọ chét chó (danh pháp khoa học: Ctenocephalides canis) là một loài bọ chét sống ký sinh trên một loạt loài động vật có vú, đặc biệt là chó và mèo. Nó giống với bọ chét mèo (Ctenophalides felis), có thể sống trên một phạm vi rộng lớn các loài động vật hơn và nói chung là phổ biến hơn trên toàn thế giới.
Bọ chét chó gây rắc rối bởi vì nó có thể lây lan Dipylidium caninum.
Mặc dù chúng hút máu của chó và mèo nhưng đôi khi chúng đốt cả con người. Chúng có thể sống mà không cần ăn trong vòng vài tháng; tuy nhiên, con cái cần phải ăn trước khi đẻ trứng. Chúng có thể đẻ khoảng 4.000 trứng trên lông các vật chủ. Từ những quả trứng, chúng nở ra và đi qua vòng đời gồm 4 giai đoạn: phôi, ấu trùng, nhộng và trưởng thành. Toàn bộ vòng đời từ trứng đến trưởng thành phải mất từ hai đến ba tuần, mặc dù điều này còn tùy thuộc vào nhiệt độ. Thời gian này có thể dài hơn trong điều kiện mát mẻ.